# 馮涓
冯涓（?—?），字信之，东阳人。
唐朝吏部尚书冯宿之孙。大中四年进士出身，又登大中四年宏词科，为京兆府参军。不久歸隐商山。昭宗時起为祠部郎中，擢拔為眉州刺史。王建据蜀后，以冯涓为西川节度判官，官至御史大夫。冯涓侍才傲物，敢进谏，毫不畏惧。卒年不詳。